# Hamborek
Hamborek (též Brezovička, Hrádok, Zámčisko) je zaniklý hrad ve správním území obce Brezovička v okrese Sabinov v Prešovském kraji na Slovensku. Nachází se na vrcholu hřebene Zámčisko, asi dva kilometry západně od vesnice. Terénní pozůstatky hradu jsou chráněny jako národní kulturní památka.

## Historie
Hrad byl podle archeologických nálezů keramiky osídlen od konce třináctého do poloviny čtrnáctého století. Písemné zmínky jej, bez uvedení jména, při popisu území Brezovičky zmiňují v letech 1316 a 1329. Pravděpodobně lze k Hamborku vzáhnout také zprávu z roku 1352, podle které se na území Slavkova nacházel hradní kopec (maďarsky Várhegy). Zakladateli hradu byli pravděpodobně předkové rodu Brezovických, kterým patřil také nedaleký hrad v Brezovici. Předpokládá se, že Hamborek na přelomu třináctého a čtrnáctého století nechal založit Rikolf nebo jeho syn Kokoš, když jeden z nich pověřil fojta Heyma, aby emfyteuticky vysadil ves Brezovičku a postavil v ní kostel svatého Martina.

## Stavební podoba
Podobu hradu výrazně ovlivnil reliéf úzkého hřebene, na kterém byl postaven. Přístupová cesta vedla od jihu. Před vstupem do hradu musela překonat první příkop. Ten se dochoval jen na jihu a jeho val se napojuje na svahy valu druhého příkopu. Je však možné, že na západě příkop pokračoval podél boční strany hradu a dochoval se v podobě úvozové cesty. Most přes první příkop končil u nevelké srpkovité plošiny před druhým valem, která usnadňovala vedení vstupní komunikace. Průběh druhého příkopu a valu jsou na jihu dvakrát zalomené, takže zčásti chránily také boční strany hradního jádra.
Hradní jádro je dlouhé 42 metrů, ale jeho šířka dosahuje pouze šesti až sedmi metrů. Korunu hřebene však o devět až jedenáct metrů rozšiřují o něco níže položené souběžné terasy. V čele jádra, v místě původního vstupu, se dochoval okrouhlý útvar s rozměry 5–6,5 metru, který může být pozůstatkem věže.